# 637: Always and Forever
637: Always and Forever (dt. 637: Immer und für immer; Eigenschreibweise: 637 -always and forever-) ist das zweite Studioalbum der japanischen Sängerin Crystal Kay. Das Album wurde am 22. August 2001 in Japan veröffentlicht und debütierte in der ersten Woche auf Platz 19 in den Oricon-Charts in Japan.

## Details zum Album
Das Album 637: Always and Forever war Kays erstes Album, das in Richtung R&B ging. Außerdem verkaufte es sich viermal so häufig wie Debütalbum C.L.L Crystal Lover Light. Außerdem haben am Album Produzenten wie Emi K. Lynn (Girl's Night, Ex-Boyfriend und Couldn't Care Less) gearbeitet.
- Katalognummer: ESCB-2257[2]

## Titelliste
| #   | Titel                                                            | Übersetzung                            | Länge |
| --- | ---------------------------------------------------------------- | -------------------------------------- | ----- |
| 1.  | Girl's Night                                                     | Nacht der Mädchen                      | 4:22  |
| 2.  | Interlude: My Ex                                                 | Zwischenspiel: Mein Ex                 | 0:26  |
| 3.  | Ex-Boyfriend (feat. Verbal)                                      | Ex-Freund                              | 5:10  |
| 4.  | Curious                                                          | Neugierig                              | 4:19  |
| 5.  | He Will Be Mine                                                  | Er wird meins sein                     | 4:30  |
| 6.  | Another Best Thing                                               | Eine andere beste Sache                | 4:20  |
| 7.  | Guardian Angel                                                   | Schutzengel                            | 4:20  |
| 8.  | Interlude: Conditioner                                           | Zwischenspiel: Haarkur                 | 0:55  |
| 9.  | Honey Glue                                                       | Klebriger Honig                        | 5:29  |
| 10. | Tsuki no Nai Yoru, Michi no Nai Bashou (月のない夜 道のない場所) | Eine Nacht ohne Mond, ein Ort ohne Weg | 4:23  |
| 11. | Holiday Fighter                                                  | Ferien-Kämpfer                         | 4:04  |
| 12. | Couldn't Care Less                                               | Völlig egal                            | 3:48  |
| 13. | Lost Child (with Shin’ichi Ōsawa and Hiroshi Fujiwara)           | Verlorenes Kind                        | 6:38  |

## Charts und Verkaufszahlen
| Charts              | Erste Woche | Insgesamt | Oricon-Charts           | Charts-Aufenthalt |
| ------------------- | ----------- | --------- | ----------------------- | ----------------- |
| Oricon Album-Charts |             | 48.550    | 19 (wöchentlicher Rang) | Acht Wochen       |